# Copa Venezuela
Die Copa Venezuela ist der nationale Fußball-Pokalwettbewerb von Venezuela. Er wird vom venezolanischen Fußballverband (FVF) organisiert und in der zweiten Saisonhälfte von den Mannschaften der Primera División und Segunda División ausgetragen, mit Ausnahme der Reservemannschaften, die nicht an dem Wettbewerb teilnehmen dürfen.
Der nationale Pokalwettbewerb wurde erstmals 1932 ausgetragen (1959 erstmals als Profiwettbewerb). Im Laufe der Jahre hat der Wettbewerb verschiedene Namen gehabt. In seiner jetzigen Form wurde der Wettbewerb 2007 von der FVF wiederbelebt. Bis 2019 qualifizierte sich der Sieger für die Copa Sudamericana.

## Siegerliste
| Ausgabe           | Saison    | Sieger                    | Vize                     |
| ----------------- | --------- | ------------------------- | ------------------------ |
| Copa Venezuela    |           |                           |                          |
| 1                 | 1932      | Unión SC                  | Deportivo Venezuela      |
| 2                 | 1933      | Dos Caminos SC            | Deportivo Venezuela      |
| 3                 | 1934      | Unión SC                  | Dos Caminos SC           |
| 4                 | 1935      | Unión SC                  | Dos Caminos SC           |
| 5                 | 1936      | Unión SC                  | Deportivo Venezuela      |
| 6                 | 1937      | Litoral SC                | Deportivo Venezuela      |
| 7                 | 1938      | Unión SC                  | Dos Caminos SC           |
| –                 | 1939      | Nicht ausgetragen         | Nicht ausgetragen        |
| 8                 | 1940      | Unión SC                  | Litoral SC               |
| 9                 | 1941      | Litoral                   | Dos Caminos SC           |
| 10                | 1942      | Loyola SC                 | Litoral SC               |
| 11                | 1943      | Loyola SC                 | Dos Caminos SC           |
| –                 | 1944      | Nicht ausgetragen         | Nicht ausgetragen        |
| 12                | 1945      | Dos Caminos SC            | Deportivo Venezuela      |
| –                 | 1946      | Nicht ausgetragen         | Nicht ausgetragen        |
| 13                | 1947      | La Salle FC               | Unión SC                 |
| Copa IND          |           |                           |                          |
| 14                | 1953      | Deportivo Vasco           | Nuevo del Este           |
| –                 | 1954–1956 | Nicht ausgetragen         | Nicht ausgetragen        |
| Copa Liga Mayor   |           |                           |                          |
| 15                | 1959      | Deportivo Portugués       | Deportivo Español        |
| Copa Naciones     |           |                           |                          |
| 16                | 1960      | Banco Agrícola y Pecuario | Deportivo Portugués      |
| Copa Caracas      |           |                           |                          |
| 17                | 1961      | Deportivo Italia          | Dos Caminos SC           |
| 18                | 1962      | Deportivo Italia          | Unión Deportiva Canarias |
| 19                | 1963      | Unión Deportiva Canarias  | Tiquire Flores           |
| 20                | 1964      | Tiquire Flores            | Unión Deportiva Canarias |
| 21                | 1965      | Carabobo FC               | Lara FC                  |
| 22                | 1966      | Deportivo Galicia         | Unión Deportiva Canarias |
| 23                | 1967      | Deportivo Galicia         | Deportivo Portugués      |
| Copa Venezuela    |           |                           |                          |
| 24                | 1968      | Unión Deportiva Canarias  | Lara FC                  |
| 25                | 1969      | Deportivo Galicia         | Unión Deportiva Canarias |
| 26                | 1970      | Deportivo Italia          | Deportivo Galicia        |
| 27                | 1971      | Estudiantes de Mérida     | Anzoátegui FC            |
| 28                | 1972      | Deportivo Portugués       | Carabobo FC              |
| 29                | 1973      | Portuguesa                | Estudiantes de Mérida    |
| –                 | 1974      | Nicht ausgetragen         | Nicht ausgetragen        |
| 30                | 1975      | Estudiantes de Mérida     | San Cristóbal            |
| 31                | 1976      | Portuguesa FC             | Deportivo Italia         |
| 32                | 1977      | Portuguesa FC             | Carabobo FC              |
| 33                | 1978      | Carabobo FC               | Universidad de Los Andes |
| 34                | 1979      | Deportivo Galicia         | Lara FC                  |
| 35                | 1980      | Atlético Zamora           | Carabobo FC              |
| 36                | 1981      | Deportivo Galicia         | Deportivo Táchira        |
| 37                | 1982      | Deportivo Táchira         | Atlético Zamora          |
| Copa Bicentenario |           |                           |                          |
| 38                | 1983      | Deportivo Táchira         | Atlético Zamora          |
| –                 | 1984      | Nicht ausgetragen         | Nicht ausgetragen        |
| Copa Venezuela    |           |                           |                          |
| 39                | 1985      | Mineros de Guayana        | Deportivo Táchira        |
| –                 | 1986      | Nicht ausgetragen         | Nicht ausgetragen        |
| 40                | 1987      | FC Caracas                | Mineros de Guayana       |
| 41                | 1988      | Marítimo Caracas          | Estudiantes de Mérida    |
| 42                | 1989      | Marítimo Caracas          | Mineros de Guayana       |
| 43                | 1990      | Internacional             | Portuguesa               |
| 44                | 1991      | Anzoátegui FC             | FC Caracas               |
| 45                | 1992      | Trujillanos FC            | FC Caracas               |
| 46                | 1993      | FC Caracas                | AC Minervén FC           |
| 47                | 1994      | FC Caracas                | Trujillanos FC           |
| 48                | 1995      | Universidad de Los Andes  | FC Caracas               |
| –                 | 1996–2006 | Nicht ausgetragen         | Nicht ausgetragen        |
| 49                | 2007/08   | Aragua FC                 | Unión Atlético Maracaibo |
| 50                | 2008      | Deportivo Anzoátegui      | Estudiantes de Mérida    |
| 51                | 2009      | FC Caracas                | Trujillanos FC           |
| 52                | 2010      | Trujillanos FC            | Zamora FC                |
| 53                | 2011      | Mineros de Guayana        | Trujillanos FC           |
| 54                | 2012      | Deportivo Anzoátegui      | Estudiantes de Mérida    |
| 55                | 2013      | FC Caracas                | Deportivo Táchira        |
| 56                | 2014      | Deportivo La Guaira       | Trujillanos FC           |
| 57                | 2015      | Deportivo La Guaira       | Deportivo Lara           |
| 58                | 2016      | Zulia FC                  | Estudiantes de Caracas   |
| 59                | 2017      | Mineros de Guayana        | Zamora FC                |
| 60                | 2018      | Zulia FC                  | Aragua FC                |
| 61                | 2019      | Zamora FC                 | Monagas SC               |
| –                 | 2020–2021 | COVID-19-Pandemie         | COVID-19-Pandemie        |
| –                 | 2022–2023 | Nicht ausgetragen         | Nicht ausgetragen        |
| 62                | 2024      | Deportivo La Guaira       | Metropolitanos FC        |

## Rangliste der Sieger
Vor 1959 war die Copa Venezuela ein reiner Amateurwettbewerb, weshalb erst Titel ab 1959 gezählt werden, als der Wettbewerb professionalisiert wurde.
| Verein                    | Titel | Jahr(e)                      |
| ------------------------- | ----- | ---------------------------- |
| FC Caracas                | 5     | 1987, 1993, 1994, 2009, 2013 |
| Deportivo Galicia         | 5     | 1966, 1967, 1969, 1979, 1981 |
| Mineros de Guayana        | 3     | 1985, 2011, 2017             |
| Deportivo Italia          | 3     | 1961, 1962, 1970             |
| Portuguesa FC             | 3     | 1973, 1976, 1977             |
| Deportivo La Guaira       | 3     | 2014, 2015, 2024             |
| Deportivo Táchira         | 2     | 1982, 1983                   |
| Estudiantes de Mérida     | 2     | 1971, 1975                   |
| Trujillanos FC            | 2     | 1992, 2010                   |
| Unión Deportiva Canarias  | 2     | 1963, 1968                   |
| Carabobo FC               | 2     | 1965, 1978                   |
| Deportivo Portugués       | 2     | 1959, 1972                   |
| Deportivo Anzoátegui      | 2     | 2008, 2012                   |
| Marítimo Caracas          | 2     | 1988, 1989                   |
| Zulia FC                  | 2     | 2016, 2018                   |
| Atlético Zamora           | 1     | 1980                         |
| Zamora FC                 | 1     | 2019                         |
| Aragua FC                 | 1     | 2007/08                      |
| Tiquire Flores            | 1     | 1964                         |
| Universidad de Los Andes  | 1     | 1995                         |
| Anzoátegui FC             | 1     | 1991                         |
| Banco Agrícola y Pecuario | 1     | 1960                         |
| Internacional             | 1     | 1990                         |

## Quelle
- Siegerliste auf RSSSF